# 長沢ヒロ
長沢 ヒロ（ながさわ ヒロ、本名：長沢 博行（ながさわ ひろゆき）、1950年7月31日 - ）は日本のベーシスト・作曲家・歌手。新潟県新潟市出身。

## 来歴
高校時代にギターを手にし、バンド活動を行う。
1969年 - 東洋大学に入学、軽音楽部に所属。
1970年3月 - 「あんぜんバンド（安全バンド）」を結成。ボーカルとベースを担当。
1977年 - 「あんぜんバンド（安全バンド）」を解散。
1978年 - 高橋まこと、牧野哲人、中島優希と共に「長沢ヒロ&HERO」を結成。この頃より芸名を本名から長沢ヒロへ変更。1979年3月21日 - ポリドールよりアルバム『Hero's Gift』発売。
1981年 - 「長沢ヒロ&HERO」解散。その後1984年まで岡井大二、坂下秀実、恒田義見とともにコーラス・ポップバンド「PEGMO」を結成。後に「SCOPE」へ改名後短期間活動後に解散。この頃から、他歌手へ作品提供や作曲活動を開始する。
1991年12月 - 埼玉県浦和市で行われた企画である「HIROISM」で高橋まこと、フジタヨシコとともに「長沢ヒロ&How Are You?」を結成。ライヴ活動を再開（1993年まで）。
1994年4月30日・5月1日に「長沢廣&HIROISM」のバンド名で中国西安市人民劇院にて公演。西安公演後は御諏訪太鼓継承者・西野恵を中心とした和洋楽器混在グループ「鼓絆（COHAN）」に参加。
2019年1月25日、duo MUSIC EXCHANGEにて『長沢ヒロトリビュート・ライブ ～安全バンド結成50周年～』開催。
2021年3月6日　初のソロCD「Journey Continues」リリース。3月13日、Shibuya eggmanにて『長沢ヒロ レコ発イベント～shibuya eggman 40th anniversary』開催。

## 参加楽曲

### 楽曲提供
- 赤坂小町
  - コアラボーイ・コッキィ
- 明石家さんま&島田紳助
  - い・け・な・いお化粧マジック
- 浅香唯
  - 想い出にあなたが傷つくように
  - Silent rouge
- 天沼デン助
  - 火つけ気つけ火の用心
- 石原詢子
  - ホレました
- 荻野目洋子
  - 素敵にFADE AWAY
- おニャン子クラブ
  - おっとCHIKAN!
- 小野正利
  - Melody…
- オレンジ・シスターズ
  - 思わせぶり天使
  - 涙のキスマーク
  - タイヤをツイストさせて
- 栗田けんじ
  - 黄昏
- 近藤真彦
  - 瞬間BEAUTIFUL
  - オンボロ・トレイン
  - 天使の休息
  - Z（ズィー）
  - ヨイショッ!
  - 黄昏サンセット
  - 愛に…憑かれて
  - 男が泣く 女が泣く
  - 夏の日の少年
  - パラダイス抱きしめて
  - 遠くへ行きたい
- 西城秀樹
  - Try Today
- 少年隊
  - ダイヤモンド・アイズ
- 高橋美紀
  - Why
  - 夏色インスピレーション
  - 星に生まれて
  - 魔女でもステディ
  - 想い出はダイアリー
  - チクチク・ドリーム
- チャイルズ
  - BANG! BANG! GIN! GIN 1up
- 橋本美加子
  - ピンクのカード
- 早瀬優香子
  - 太陽とクレッセント
- ポピンズ
  - くちびるH/2
- 水瀬あやこ
  - 太陽のバカンス
  - 最後の恋
- 萩原健一
  - 桜子
- 萩原大介
  - 感情パズル
  - 君への手紙

### その他
- ハッピーデイズ（『まんがイソップ物語』主題歌／歌：PEGMO）
- SOSペンペンコンピュータ（『ひらけ!ポンキッキ』放映曲／歌：PEGMO）
- コアラボーイ コッキィ（『コアラボーイ コッキィ』OP／歌：赤坂小町）
- やんちゃなエンジェル（『炎のアルペンローゼ ジュディ&ランディ』ED／歌：コニー）
- ちょっと告白（『昭和アホ草紙あかぬけ一番!』ED／歌：橋本美加子）
- あんみつ大作戦（『あんみつ姫』ED／歌：おニャン子クラブ）
- おとこの歳月（『長七郎江戸日記』第2シリーズ主題歌）
- フューチャー・ヒーロー（『超電動ロボ 鉄人28号FX』作曲、ボーカル）

#### CM
- ハウス食品
  - 「バーモントカレー」 - 『Harapeko』（歌：忍者）
  - 「好きやねん」 - 『ごっつ好きやねん』
- ヤマサ醤油
  - 「昆布つゆ」 - 『こんこん昆布つゆ』
- 東洋水産
  - 「マルちゃん赤いきつねと緑のたぬき」
- 三菱電機
  - 「IHクッキングヒーター」「三菱エコキュート」「三菱ジャー炊飯器」
- マンナンライフ
  - 「蒟蒻畑」「クラッシュタイプの蒟蒻畑」「ララクラッシュ」
- アース製薬
  - 「バスロマン」

他、サトームセン、ココスジャパンなど多数。